# Frank Lamprecht
Frank Lamprecht (nascut el 21 de juny de 1968), és un jugador, entrenador, i escriptor d'escacs alemany, que té el títol de Mestre Internacional des de 1999.
A la llista d'Elo de la FIDE del juliol de 2015, hi tenia un Elo de 2395 punts, cosa que en feia el jugador número 179 (en actiu) d'Alemanya. El seu màxim Elo va ser de 2419 punts, a la llista de juliol de 2000 (posició 1601 al rànquing mundial).
És autor dels coneguts llibres de finals Fundamental Chess Endings i Secrets of Pawn Endings, tots dos coestrits amb Karsten Müller.

## Llibres publicats
- Karsten Müller i Frank Lamprecht: Secrets of Pawn Endings. Everyman Chess, Londres, 2000, ISBN 1-85744-255-5. (Reimprès amb correccions: Gambit, Londres 2008, ISBN 1-904600-88-3)
- Karsten Müller i Frank Lamprecht: Fundamental Chess Endings. Gambit Publications, Londres 2001, ISBN 1-901983-53-6.
- Karsten Müller i Frank Lamprecht: Grundlagen der Schachendspiele. Gambit Publications, Londres 2003 (Edició alemanya), ISBN 1-901983-96-X.